# Гедеон Буркгард
Гедео́н Бу́ркгард (нім. Gedeon Burkhard, нар. 3 липня 1969, Мюнхен, Німеччина) — німецький актор театру і кіно. Найбільше відомий за роллю інспектора Брандтнера у серіалі «Комісар Рекс».

## Життєпис
Гедеон Буркгард народився у Мюнхені в родині, тісно пов'язаній з кінематографом. Матір — акторка Елізабет фон Моло, була донькою кінопродюсера Конрада фон Моло та онукою знаменитого актора Александера Моїссі. Батько — Вольфганг Буркгард, професійний менеджер, що згодом консультував сина у фінансових справах. Незвичним іменем Гедеон має завдячувати матері, що назвала його на честь свого першого кохання, угорця за національністю.
У віці восьми років Гедеон вирушив до однієї з приватних шкіл Англії, а за чотири роки перейшов до Мюнхенської американської школи, що дозволило йому досконало вивчити англійську мову. В підлітковому віці Буркгард захоплювався майстерністю британського танцівника Рудольфа Нурєєва та мріяв про хореографічну кар'єру, тож згодом як місце навчання він обрав Мюнхенську академію балету. Загалом же Буркгард був підлітком зі складним характером — прогулював уроки, брав участь у бійках та грубив учителям, через що неодноразово змушений був змінювати школи. Не закінчивши останній клас, Гедеон покинув навчання та вирішив займатися надалі у музичній школі, відвідуючи паралельно курси акторської майстерності та риторики.

## Особисте життя
У 1996 році, проживаючи у Лас-Вегасі, Гедеон протягом трьох місяців був одружений з американською журналісткою Бріджіт Канінгем, однак пара розлучилася через роман Буркгарда з британкою Еммою Гікокс, стосовно якого сам актор відмовився давати будь-які пояснення. Гедеон зауважив, що у їх стосунках з Бріджіт не було гармонії, інакше жодна інша жінка у їх житті і не з'явилася б. Незабаром Буркгард на одній зі світських вечірок познайомився з Джоанною Штайнер, яка неодноразово повідомляла пресу про свої плани на довготривалі стосунки з німецьким актором, однак стати його дружиною їй так і не судилося.
У 2003 році Гедеон представив усім свою нову подругу — Кароліну Ватцль. Втім, вже за рік про їх відносини ніхто і не згадував, а 13 липня 2004 року модель німецько-італійського походження Філомена Яннаконе народила Буркгарду доньку на ім'я Джоя.
У квітні 2013 року в інтерв'ю німецькому інтернет-виданню Bunte.de Гедеон Буркгард, який так і залишився неодруженим, зазначив, що не проти був би стати батьком вдруге, однак остаточне рішення має прийняти його кохана Аніка Борман, що молодша за актора на 19 років.
|  | Я люблю дітей та готовий знову відчути радість батьківства. Однак рішення про народження дитини має приймати жінка. По-перше, саме їй належить протягом 9 місяців виношувати малюка, по-друге, саме вона буде присвячувати увесь свій час турботі про зростаюче покоління. Я готовий, однак рішення за нею. |

Станом на травень 2015 року пара так і не одружилася, проте на більшості важливих подій та презентацій Гедеон та Аніка з'являлися разом.

## Цікаві факти
- В 2011 році Гедеон Буркгард брав участь у італійській версії шоу «Танці з зірками» (італ. Ballando con le stelle, де його партнеркою стала відома в Італії танцівниця Саманта Тоньї. Під час одного з номерів Гедеон танцював з акторкою Лаурою Главан. За словами самого Буркгарда першочерговою причиною участі в шоу стала не любов до хореографії, а бажання заробити гроші та розрекламувати свій новий фільм.
- У 2012 році актор став почесним гостем Одеського міжнародного кінофестивалю. Це були його перші в житті відвідини України[3].

## Фільмографія
| Рік       |    | Українська назва                        | Оригінальна назва                  | Роль                       |
| --------- | -- | --------------------------------------- | ---------------------------------- | -------------------------- |
| 1981      | ф  | Тітка Марія                             | Tante Maria                        | Андреас Бюденбендер        |
| 1981      | ф  | І йде пошта                             | Und ab geht die Post               |                            |
| 1982      | с  | Кров та честь: молодь часів Гітлера     | Blut und Ehre: Jugend unter Hitler | Гартмут Келлер             |
| 1983      | с  |                                         | Wagen 106                          | Штефан                     |
| 1987      | ф  | Порожній світ                           | Leere Welt                         | Клод                       |
| 1988      | ф  | Пасажир — Ласкаво просимо до Німеччини  | Der Passagier – Welcome to Germany | Янко                       |
| 1988      | с  | Слідчий                                 | Der Fahnder                        | Гендрік Ролофф             |
| 1989      | ф  | Дві жінки                               | Zwei Frauen                        | Бад                        |
| 1989      | с  | Лісничий                                | Forsthaus Falkenau                 | Конрад «Конні» Франк       |
| 1990      | ф  | Спляча красуня                          | Šípková Růženka                    | Принц Вільгельм / Йоганн   |
| 1990—1991 | с  | Нові пригоди чорного красунчика         | The New Adventures of Black Beauty | Манфред Грюнвальд          |
| 1992      | ф  | Маленькі акули                          | Kleine Haie                        | Алі                        |
| 1993      | ф  | Без гриму                               | Abgeschminkt!                      | Рене                       |
| 1993      | ф  | Літнє кохання                           | Sommerliebe                        | Маттіас                    |
| 1993      | ф  | Мій чоловік — моє хобі                  | Mein Mann ist mein Hobby           |                            |
| 1994      | ф  | Афери                                   | Affären                            | Томас Принц                |
| 1994      | кф | Намисто                                 | The Necklace                       | Жюльєн                     |
| 1994      | с  | Комісар Рекс                            | Kommissar Rex                      | Штефан Ланц                |
| 1995      | кф | Гендерна рівність                       | Die Gleichheit der Geschlechter    |                            |
| 1995      | с  | Справа для двох                         | Ein Fall für zwei                  | Міхаель Мартен             |
| 1995      | с  | Спрут 7                                 | La Piovra 7                        | Даніеле Раннізі            |
| 1996      | ф  | Кому належить Тобіас?                   | Wem gehört Tobias?                 | Томас Урбан                |
| 1996      | с  | Корабель мрії                           | Das Traumschiff                    | Андреас Сесслер            |
| 1996      | с  | Телефон поліції — 110                   | Polizeiruf 110                     | Луїс Крюгер                |
| 1997      | ф  | Маджента                                | Magenta                            | Рой                        |
| 1998      | ф  | Закляті друзі                           | The Brylcreem Boys                 | Крач                       |
| 1998      | ф  | Двоє чоловіків, дві жінки — 4 проблеми? | 2 Männer, 2 Frauen - 4 Probleme!?  | Луїс                       |
| 1998      | ф  | Небезпечна пристрасть                   | Gefährliche Lust                   | Леон Гефлін                |
| 1998—2001 | с  | Комісар Рекс                            | Kommissar Rex                      | Александер Брандтнер       |
| 2002      | ф  | Суперпожежа                             | Superfire                          | Реджі                      |
| 2002      | ф  | Дві афери і весілля                     | Zwei Affären und eine Hochzeit     | Ян Ріхтер                  |
| 2002      | ф  | Ми ще зустрінемося                      | We'll Meet Again                   | Доктор Пітер Гейнс         |
| 2003      | ф  | Ю                                       | Yu                                 | Том                        |
| 2003      | ф  | Прозріння                               | Das bisschen Haushalt              | Райнгард Бургер            |
| 2004      | ф  | Батько мого сина                        | Der Vater meines Sohnes            | Рікардо Потеро             |
| 2005      | с  | Утта Данелла                            | Utta Danella                       | Конте Франческо ді Селарі  |
| 2005      | ф  | Тунель смерті                           | Der Todestunnel                    | Андреа Сала                |
| 2006      | ф  | Останній потяг                          | Der letzte Zug                     | Генрі Нойманн              |
| 2006      | ф  | Золоті часи                             | Goldene Zeiten                     | Міша Хан                   |
| 2007      | с  | Екстрений виклик: окраїна порту         | Notruf Hafenkante                  | Гаральд Бродерсен          |
| 2007—2008 | с  | Спецзагін «Кобра 11» — Дорожня поліція  | Alarm für Cobra 11                 | Кріс Ріттер                |
| 2008      | ф  | Березнева мелодія                       | Märzmelodie                        | Флоріан                    |
| 2009      | ф  | Безславні виродки                       | Inglourious Basterds               | Вільгельм Віккі            |
| 2009      | ф  | Такий безлад                            | So ein Schlamassel                 | Патрік Зільбершатц         |
| 2010      | с  | Інга Ліндстрем                          | Inga Lindström                     | Томас Ліндберг             |
| 2011      | с  | Наркотики                               | Caccia al re — La narcotici        | Даніеле П'яцца             |
| 2011      | кф | Бріджес                                 | Bridges                            | Сол Бріджес                |
| 2011      | ф  | Вундеркінд                              | Wunderkinder                       | Борис Бродський            |
| 2012      | ф  | Людвіг Баварський                       | Ludwig II                          | Максиміліан фон Гольнштайн |
| 2013      | ф  | Без пощади                              | Ohne Gnade!                        | Ронзо                      |
| 2013      | кф | Преісторія                              | Prehistoria                        | Емерсон                    |
| 2013      | с  | Інга Ліндстрем                          | Inga Lindström                     | Єспер Свенссон             |
| 2013      | ф  | Спокусник 2                             | Kokowääh 2                         | Люк                        |
| 2014      | с  | Розамунда Пілчер                        | Rosamunde Pilcher                  | Ендрю Шоу                  |
| 2014      | ф  | Сльози Доломітів                        | Tränen der Sextner Dolomiten       | пастор Оберрайнер          |
| 2014      | ф  | Ключ                                    | The Key                            | Тім                        |
| 2014      | ф  | Сподобайся мені                         | Gefällt mir                        | Петер Янгблат              |
| 2015      | ф  | Одного разу в Берліні                   | Once upon a time in Berlin         |                            |
| 2015      | ф  | Відтінки істини                         | Shades of Truth                    | отець Роберто              |
| 2015      | ф  |                                         | Framed                             | агент Баклі                |
| 2015      | ф  | Сніжинка                                | Schneeflöckchen                    | Вінтер                     |